# Jewgeni Grigorjewitsch Jachontow
Jewgeni Grigorjewitsch Jachontow (russisch Евгений Григорьевич Яхонтов; * 7. Februarjul. / 19. Februar 1896greg. in Warschau; † 16. Dezember 1964) war ein russischer Physiker und Hochschullehrer.

## Leben
Jachontow studierte an der Universität Petrograd in der mathematischen Abteilung der mathematisch-physikalischen Fakultät mit Abschluss 1918. Ab 1914 arbeitete er in der Gruppe von Dmitri Roschdestwenski, die in der Kaiserlichen Porzellanmanufaktur St. Petersburg optisches Glas herzustellen begann. Als nach der Oktoberrevolution Roschdestwenski 1918 das neue Optik-Institut (GOI) aufbaute, wurde Jachontow ins GOI übernommen und blieb dort bis zu seinem Tode.
1927–1936 beriet Jachontow das Staatliche Institut für Telemechanik und Kommunikation und beteiligte sich an der Entwicklung der Optik für den Tonfilm. 1930 entwarf er in A. F. Schorins Laboratorium das optische System für den Filmprojektor TOMP-4.
1930–1934 leitete Jachontow als Professor den Lehrstuhl für Optik des Leningrader Instituts für Film und Fernsehen (LIKI).
1936 wurde Jachontow im Rahmen der Stalinschen Säuberungen verhaftet und zu 8 Jahren Arbeitslager verurteilt mit Entziehung der bürgerlichen Rechte für weitere 5 Jahre. 1940 wurde das Urteil aufgehoben, und die Neuverhandlung führte zum Freispruch mangels Beweisen.
Zurück im GOI leitete Jachontow die Abteilung für Fotooptik. 1943 wurde er zum Doktor der technischen Wissenschaften promoviert. Für die Entwicklung neuartiger Luftaufnahmefotoobjektive erhielt er 1946 den Stalinpreis III. Klasse zusammen mit G. G. Sljusarew. 1947 wurde er Laboratoriumsleiter. Er leitete die Entwicklung der Objektive für die ersten sowjetischen Mikroskope.

## Ehrungen
- Stalinpreis III. Klasse (1946) für die Entwicklung neuartiger Luftaufnahmefotoobjektive
- Medaille „Für heldenmütige Arbeit im Großen Vaterländischen Krieg 1941–1945“
- Medaille „Zum 250-jährigen Jubiläum Leningrads“